# Timothy Mwitwa
Timothy Mwitwa (Lusaka, 21 maggio 1968 – Oceano Atlantico, 27 aprile 1993) è stato un calciatore zambiano, di ruolo attaccante.

## Biografia
Perì, assieme ai compagni di Nazionale, il 27 aprile 1993, coinvolto in quello che è noto come disastro aereo dello Zambia.

## Carriera

### Club
Trascorse tutta la carriera in Zambia ad esclusione di un periodo con i cecoslocchi dello Sparta Praga. Nel 1993 risulta in forza al Kabwe Warriors.

### Nazionale
Rappresentò la propria Nazionale tra il 1989 ed il 1993.

## Palmarès

### Club

#### Competizioni nazionali
- Campionato cecoslovacco: 1

Sparta Praga: 1990-1991